# Oedonia exigua
Oedonia exigua är en fjärilsart som beskrevs av Edwards 1882. Oedonia exigua ingår i släktet Oedonia och familjen säckspinnare. Inga underarter finns listade i Catalogue of Life.